# Lil' Zane
Lil' Zane, pseudonimo di Zane R. Copeland Jr. (Yonkers, 11 luglio 1982), è un attore e rapper statunitense.
Appartiene alla band Kronic. Cresciuto in Atlanta. Come attore, ha recitato in vari film, tra i quali  Cuttin' da Mustard, A Day in the Life, Labirinto di inganni, The Fighting Temptations e Scoprendo Forrester; in particolare è famoso per aver recitato in Il dottor Dolittle 2 nella parte di Eric.

## Filmografia parziale
- Scoprendo Forrester (2000)
- Il dottor Dolittle 2 (2001)
- The Fighting Temptations (2003)
- Labirinto di inganni (2004)
- Cold Case - Delitti irrisolti - TV 5x6 (2007)
- Cuttin' da Mustard (2008)
- A Day in the Life (2009)

## Discografia
Album in studio
- 2000 – Young World: The Future
- 2003 – The Big Zane Theory
- 2008 – Tha Return
- 2018 – Life I Live

Mixtapes
- 2011 – The Missing Link Volume 1
- 2011 – R.A.W (Raps About Women)
- 2012 – Magic City Radio 2.5 Summer Anthems
- 2012 – Champagne & Dirty Sprite

Singoli
- 1999 – Money Stretch
- 2000 – Callin' Me
- 2000 – None Tonight
- 2003 – Tonite I'm Yours
- 2003 – To da River
- 2007 – Like This
- 2010 – Put It in My Lap
- 2010 – So Expensive
- 2011 – My Girl
- 2013 – When I Get Home
- 2015 – Pussy on Fleek
- 2022 – Say Less